# Natura morta di selvaggina, verdura e frutta
La Natura morta di caccia, verdura e frutta (in spagnolo: Bodegón de caza, hortalizas y frutas), talvolta conosciuta come Natura morta del cardo, è un dipinto ad olio su tela (68×88,2 cm) realizzato dal pittore spagnolo Juan Sánchez Cotán, esempio di una delle prime nature morte dipinte in Europa. Realizzato nel 1602, è conservato al Museo del Prado di Madrid. Il quadro raffigura diversa selvaggina (verzellini, cardellini e passeri), alcuni frutti appesi (limoni e mele) e, sulla destra, l'enorme figura di un cardo.

## Storia
Sebbene Juan Cotán abbia prevalentemente realizzato dipinti religiosi, egli è stato uno dei principali apprezzatori della natura morta in ambito europeo. Infatti, le nature morte erano il soggetto preferito di Blas de Prado, da cui egli era a bottega. L'opera, anticipataria sui tempi per Juan de Salazar, miniaturista dell'Escorial ed esecutore testamentario di Sánchez Cotán, è da attestarsi al periodo in cui il pittore si trovava a Toledo nel pieno della sua maturità artistica giusto un anno prima del trasferimento a Madrid in cui egli entrò a far parte dell'ordine laico certosino: nell'inventario redatto nel 1603 si citava la suddetta opera. Più tardi appartenne all'Infante Don Sebastián Gabriel (1811-1875), al quale fu sequestrato nel 1835 a causa del suo sostenere la causa carlista. Tre anni dopo passò quindi al Museo de la Trinidad, per poi essere restituito nel 1861 ai legittimi eredi, ai quali rimase fino al 1991, quando fu acquistato dal Museo del Prado con i fondi del lascito di Villaescusa e i proventi della mostra di Velázquez.

## Descrizione e analisi
La natura morta, di riconoscibile stile barocco, è notevole per la sua variegatura insolita per il pittore che tendeva a preferire composizioni semplici con pochi elementi, e per il realismo degli elementi raffigurati. Il cibo è posto all'interno di una credenza su uno sfondo completamente nero, che ne enfatizza il volume e la consistenza in cui si vedono appoggiati sulla superficie: un gruppo di due verzellini, due cardellini e due passeri su una canna, tre carote, due ravanelli e un grande cardo bianco che chiude la composizione. Al davanzale superiore sono invece esposti: tre limoni, sette mele, un cardellino, un passero e due pernici rosse. La composizione ripete elementi presenti in altri esempi, come il cardo o gli uccelli, ma è stata apprezzata dai contemporanei principalmente per la perfetta disposizione degli elementi e la suggestione dello spazio con un timbro di sobrietà, caratteristiche enfatizzate dalla luce laterale che favorisce la naturalezza delle ombre; il quadro di Cotan è interpretabile anche come il trionfo del minimalismo, in quanto destinato ad essere goduto in contemplazione e a trasmettere il messaggio di preferire la sobrietà alla ricchezza. Le caratteristiche la rendono uno dei capolavori dell'autore ed il prototipo nel genere della natura morta barocca, tanto che si stima che questa sia stata modello per diverse altre.